# Alberto II di Meclemburgo-Stargard
Alberto II di Meclemburgo-Stargard (Stargard, prima del 1400 – Stargard, tra l'11 febbraio 1421 ed il 4 ottobre 1423), fu duca di Meclemburgo-Stargard dal 1417 sino alla sua morte.

## Biografia
Giovanni II era il figlio primogenito del duca Ulrico I di Meclemburgo-Stargard e di sua moglie, Margherita di Pomerania-Stettino.
Nacque probabilmente prima del 1400 e alla morte del padre nel 1417 ereditò il governo del ducato di Meclemburgo-Stargard insieme al fratello minore Enrico. Poiché entrambi si trovavano ancora in minore età furono sotto tutela.
Alberto morì probabilmente tra il 1421 e il 1423. Non si sposò mai e probabilmente non ebbe figli.